# لائو سنترال ایرلاینز
لائو سنترال ایرلاینز (به انگلیسی: Lao Central Airlines) یک شرکت هواپیمایی با کد یاتا LF است که در ۲۰۱۰ میلادی تأسیس شده‌است. دفتر مرکزی لائو سنترال ایرلاینز در وینتیان، لائوس واقع شده‌است و قطب این شرکت هواپیمایی در فرودگاه بین‌المللی واتایی قرار دارد و به ۸ مقصد، پرواز انجام می‌دهد.